# Zu Jia
Zu Jia (祖甲), albo Di Jia (帝甲) imię osobiste Zi Zai (子載) – władca Chin z dynastii Shang. 
Został intronizowany w stolicy Yin po śmierci swojego brata Zu Genga. Za jego rządów doszło do walk z barbarzyńcami Rong na zachodzie. Wojna zakończyła się zwycięstwem. W trzynastym roku swojego panowania rozkazał swojemu wasalowi Fenowi (邠) założyć armię w Gan (绀).
Kości wyroczni z czasów jego panowania informują, że zmodyfikował tradycję poprzez zaprzestanie ofiar dla mitycznych przodków, gór i rzek oraz zwiększenie ofiar dla postaci historycznych, takich jak Wu Ding.
Jego następcą został jego syn Lin Xin.